# Présidence croate du Conseil de l'Union européenne en 2020
Présidence finlandaise du Conseil de l'Union européenne en 2019 Présidence allemande du Conseil de l'Union européenne en 2020
La présidence croate du Conseil de l'Union européenne en 2020 est la première présidence du Conseil de l'Union européenne assurée par la Croatie.
Avec la présidence roumaine du Conseil de l’Union européenne, qui a commencé le 1er janvier 2019, et la présidence finlandaise, qui a commencé le 1er juillet 2019, elle forme un « trio de présidences » au programme commun,. Ce programme porte notamment sur le « renforcement de la cohésion économique, sociale et territoriale » et le programme de développement durable à l'horizon 2030. La Croatie a également élaboré un programme national, publié en octobre 2019.

## Programme
La présidence croate du Conseil de l'UE a défini dans son programme quatre priorités :
- Une Europe qui se développe : offrir de meilleures conditions et de meilleures perspectives aux citoyens européens à travers un développement équilibré et durable.
- Une Europe qui unit : cohésion et un rapprochement, notamment avec les espaces de transport européen, les infrastructures de données sécurisée et le marché énergétique intégré.
- Une Europe qui protège : renforcer la sécurité intérieure, mettre en place une politique migratoire globale et durable, faire face aux menaces qui pèsent sur l'état de droit et les valeurs démocratiques , etc.
- Une Europe qui rayonne : accroître l'influence de l'UE et façonner l'ordre mondial, encourager les processus de réforme et de renforcement de la stabilité dans son voisinage et au-delà.

## Slogan
La présidence a choisi comme slogan « Une Europe forte dans un monde de défis » (en anglais : A strong Europe in a world of challenges), pour montrer son engagement et celui de l'UE à occuper une place plus importante sur la scène internationale et à répondre collectivement aux différentes crises qu'elle traverse.

## Identité visuelle
L'identité visuelle de la présidence croate reprend le motif héraldique principal du blason de la Croatie : le damier, ainsi que les couleurs panslaves également présentent sur le drapeau du pays : le rouge, le blanc et le bleu.